# Флаг Солнечного района
Флаг Со́лнечного муниципального района Хабаровского края Российской Федерации.
Утверждён 26 января 2000 года и внесён в Государственный геральдический регистр Российской Федерации с присвоением регистрационного номера 468.
Является официальным символом Солнечного муниципального района.

## Описание
Представляет собой красное полотнище с соотношением сторон 2:3, имеющее посредине изображение жёлтого сияющего солнца, имеющего 36 треугольных лучей, отделённых от диска красным кольцом.

## Обоснование символики
Солнце, изображённое на флаге, говорит о названии района, делая флаг «гласным», что в геральдике считается одним из классических приёмов создания флага.
Жёлтый цвет (золото) символизирует солнце, справедливость, великодушие, богатство природных ресурсов.
Красный цвет символизирует мужество, храбрость, неустрашимость, героизм, потребовавшиеся при освоении и строительстве предприятий и жилых посёлков в суровом климате.